# Aneta Gawlik
Aneta Monika Gawlik – polska pediatra, dr hab. nauk medycznych, adiunkt Katedry i Kliniki Pediatrii i Endokrynologii Dziecięcej i prodziekan Wydziału Nauk Medycznych w Katowicach Śląskiego Uniwersytetu Medycznego w Katowicach, prof.

## Życiorys
W 1997 ukończyła studia medyczne w Śląskiej Akademii Medycznej w Katowicach, 27 czerwca 2002 obroniła pracę doktorską Hormonalna terapia dziewcząt z zespołem Turnera, 8 listopada 2012 habilitowała się na podstawie dorobku naukowego i pracy zatytułowanej Postępowanie diagnostyczno-terapeutyczne u dziewcząt z zespołem Turnera.
Objęła funkcję adiunkta w Katedrze i Klinice Pediatrii i Endokrynologii Dziecięcej, a także prodziekana na Wydziale Nauk Medycznych w Katowicach Śląskiego Uniwersytetu Medycznego w Katowicach.
28 września 2018 nadano jej tytuł profesora w zakresie nauk medycznych.

## Publikacje
- 2002: Specyfika funkcjonowania intelektualnego dziewcząt z zespołem Turnera[1]
- 2006: Wpływ przewlekłej steroidoterapii na ostateczną wysokość i masę ciała dzieci z astmą oskrzelową[1]
- 2006: Masa ciała i rozmieszczenie tkanki tłuszczowej u młodzieży z astmą oskrzelową o lekkim i umiarkowanym przebiegu[1]
- 2009: Powikłania otyłości u dzieci i młodzieży[1]
- 2011: The incidence and dynamics of thyroid dysfunction and thyroid autoimmunity in girls with Turner’s syndrome – a long-term follow up study[1]